# Paraformaldeide
La paraformaldeide (PFA - formula chimica (CH2O)n / HO(CH2O)nH ) è il più piccolo poliossimetilene, il prodotto di polimerizzazione della formaldeide con un grado tipico di polimerizzazione di 8-100 unità. La paraformaldeide ha comunemente un leggero odore di formaldeide, causato dalla decomposizione. La paraformaldeide è un poli-acetale.

## Sintesi
La paraformaldeide si forma lentamente in una soluzione acquosa della formaldeide come un precipitato bianco, soprattutto se conservata al freddo. Una piccola percentuale di metanolo viene spesso aggiunta come stabilizzatore per limitare l'estensione della polimerizzazione. La formalina in realtà contiene infatti molta poca formaldeide gassosa: la maggior parte di essa forma il suo monomero idrato, metandiolo, e brevi catene di poliformaldeide.

## Reazioni
La paraformaldeide può essere depolimerizzata a gas di formaldeide tramite riscaldamento a secco e a soluzione di formaldeide con l'acqua in presenza di una base o di calore. Le soluzioni di formaldeide molto pure così ottenute vengono utilizzate come fissativo nella microscopia e nell'istologia.

## Usi
Una volta che la paraformaldeide è depolimerizzata, la formaldeide risultante può essere usata come fumigante, disinfettante, fungicida e fissativo. Catene più lunghe di poliossimetileni (ad alto peso molecolare)  sono utilizzate come termoplastici e sono conosciute come poliossimetileni plastici (POM, Delrin). La paraformaldeide è stata utilizzata in passato nello screditato metodo Sargenti di trattamento canalare.
La paraformaldeide è usata anche nelle reazioni di condensazione per fabbricare altri idrocarburi come resine, oltre che termoplastiche, termoindurenti, che hanno notevoli applicazioni industriali e nel campo dell'edilizia.
Insieme al nitrato d'ammonio ed all'anidride acetica è impiegata nella sintesi dell'RDX; mentre assieme all'acido nitrico fumante ed all'esametilentetramina, assieme ai reagenti precedenti, serve per la sintesi dell'HMX; entrambi composti chimici impiegati nel campo militare come propellenti e come esplosivi. La paraformaldeide costituisce inoltre il principio attivo della pasta devitalizzante usata dal dentista.
La paraformaldeide non è un fissativo - deve essere depolimerizzata a formaldeide in soluzione.

## Tossicità
Da agente di rilascio della formaldeide, la paraformaldeide è un sospetto cancerogeno. La sua LD50 orale acuta nel ratto è 592 mg/kg.